# Photoscotosia reperta
Photoscotosia reperta är en fjärilsart som beskrevs av Xue 1988. Photoscotosia reperta ingår i släktet Photoscotosia och familjen mätare. Inga underarter finns listade i Catalogue of Life.